# LundaEko
LundaEko är Lunds kommuns program för ekologiskt hållbar utveckling. I LundaEko beskrivs åtta prioriterade miljöområden och åtta miljömål.

## Hållbar utveckling i Lund
LundaEko anger vad som ska prioriteras i miljöarbetet för att nå en hållbar utveckling, både för det geografiska området Lunds kommun och inom den kommunala organisationen. I hållbar utveckling ingår tre dimensioner: ekologisk, social och ekonomisk. LundaEko fokuserar på den ekologiska dimensionen av begreppet hållbar utveckling och beaktar sociala och ekonomiska aspekter. 

## Bakgrund
Lund skapade ett miljöprogram år 1990 och ett Agenda 21-dokument 1997. År 2001 genomfördes en kartläggning av miljötillståndet i Lund utifrån nationella miljömål vilket blev inledningen på LundaEko I som var Lunds program för ekologisk hållbar utveckling mellan åren 2006 och 2012. Hur medborgare och olika miljöorganisationer har getts tillfälle att påverka nya versioner av LundaEko har studerats. Den 22 maj 2014 antogs, efter lång debatt, ett reviderat miljöprogram, LundaEko II, vid  Lunds kommunfullmäktige, som ersätter tidigare program.

## Miljöprogrammets åtta prioriterade områden
LundaEko II bygger, liksom föregångaren LundaEko, på 14 av de 16 nationella miljökvalitetsmålen som är aktuella för Lunds kommun. Utifrån dessa mål har Lunds kommun formulerat åtta prioriterade områden::

- Engagera flera
- Hållbar konsumtion
- Minskad kemikaliebelastning
- Minskad klimatpåverkan
- Klimatanpassning
- Hållbar stadsutveckling
- Biologisk mångfald och Ekosystemtjänster
- Friskt vatten och frisk luft

## Mål inom prioriterade områden
Nedan följer miljömål för Lunds kommun:

Mål 1. Att motivera alla som bor och verkar i Lunds kommun att agera för en hållbar utveckling.

Mål 2. Alla som bor och verkar i Lunds kommun ska bidra till en mer hållbar konsumtion.

Mål 3. Värna lundabornas hälsa och miljön genom att minimera exponeringen för miljö- och hälsofarliga ämnen.

Mål 4. Utsläppen av växthusgaser i Lunds kommun ska minska med minst 50 procent till 2020 jämfört med 1990 och vara nära noll 2050.

Mål 5. Alla som bor och verkar i Lunds kommun ska bidra till ett samhälle som är väl anpassat till pågående och förväntade klimatförändringar, och där negativa konsekvenser för människor, samhälle och miljö kan undvikas.

Mål 6. Lunds kommun ska utveckla och underhålla hållbara stads- och tätortsmiljöer med människan i centrum.

Mål 7. Skydda och utveckla kommunens natur och grönområden på ett sätt som främjar biologisk mångfald och ekosystemtjänster samt skapa en god tillgänglighet och förutsättningar för rekreation, friluftsliv och natur- och kulturupplevelser.

Mål 8. Värna lundabornas hälsa och miljön genom att minimera skadliga utsläpp till luft och vatten samt säkra en långsiktigt hållbar och trygg dricksvattenförsörjning.

## Fortsatt uppdatering av LundaEko
I det fortsatta arbetet med revidering av LundaEko finns kommunikationskanaler för politiker, anställda i Lunds kommun och medborgare i form av olika sociala medier, bland annat en Facebookssida som heter ”Hållbara Lund”. Lunda Eko II gäller till och med 2020.

## Fotnot
1. ↑  logiken med meningen: "X fokuserar på den ekologiska dimensionen (A) av begreppet hållbar utveckling och beaktar sociala (B) och ekonomiska (C) aspekter." kan förklaras på följande sätt: Hållbarhet består av tre dimensioner, A, B och C. Och X har mest fokus på A, men beaktar B och C. Jämför med en familj (X) som har tre barn. Det kan vara så att X har mest fokus på A (A får mest uppmärksamhet), men att B och C ändå får mat och husrum, dvs dessa "barn" (faktorerna B och C) "beaktas också".